# Hoang Xuan Thanh Khiet
Hoang Xuan Thanh Khiet, född 1985, är en vietnamesisk schackspelare och internationell mästarinna i schack (WIM, Woman International Master). Hon blev vietnamesisk mästarinna i schack år 2005.

## Schackkarriär
År 2004 blev Hoang Xuan Thanh Khiet silvermedaljör i Vietnamesiska mästerskapet i schack för damer. Samma år spelade hon också som reserv för Vietnam i Schackolympiaden för damlag i Calvià i Spanien, i ett lag bestående av Nguyễn Thị Thanh An (Elo-rating 2345), Lê Kiều Thiên Kim (2329) och Lê Thị Phương Liên (2249). Hon hade själv rating 2144 och spelade 9 partier. Hoang vann 4 partier och förlorade 5. Hennes vinstprocent stannade därför vid 44,4 procent. Det vietnamesiska laget slutade på 21:a plats, med 7 vinster, 1 remi och 6 förluster och 53,6 i vinstprocent.
År 2005 erövrade Hoang Xuan Thanh Khiet guldmedalj i Vietnamesiska mästerskapet i schack för damer och därmed titeln Vietnamesisk mästarinna. Samma år erhöll hon titeln Internationell mästarinna (WIM).
År 2005 placerade Hoang Xuan Thanh Khiet sig också som trea i den Asiatiska zonturneringen i Malaysia inför Världsmästerskapet i schack för damer. Turneringen vanns av Nguyen Quynh Anh på 6,5 poäng, före  Pham Le Thao Nguyen och Hoang Xuan Thanh Khiet på 6 poäng, men med en särskiljning som gynnade Pham. Det innebar att Hoang kvalificerade sig för Världsmästerskapet i schack för damer. Inför världsmästerskapet hann hon också med att vinna det Sydöstasiatiska mästerskapet för damer 2005 och hade därför stora förväntningar på sig som enda vietnamesiska i knock out-turneringen om världsmästerskapet för damer 2006. Där fick hon möta den högt rankade kinesiskan Xu Yuhua i första ronden. De spelade ett franskt parti som slutade med remi. men Hoang förlorade därefter som svart i ett Löparspel och blev alltså utslagen redan i första ronden med ½-1½. Xu Yuhua gick sedan vidare ända till finalen och blev världsmästarinna.
Hoang Xuan Thanh Khiet har därefter inte spelat om världsmästerskap eller i schackolympiad, men har fortsatt att spela internationellt, i bland annat ”Indonesia Open” (2012) och ”Tradewise Gibraltar” (2013, 2014).
I sin turneringsrepertoar väljer hon gärna halvöppna spelöppningar som Fransk öppning, Caro-Kann och Sicilianskt, både som svart och vit.